# Пломин Лука
Пломин Лука (хорв. Plomin Luka) — населений пункт у Хорватії, в Істрійській жупанії у складі громади Кршан.

## Населення
Населення за даними перепису 2011 року становило 173 осіб.
Динаміка чисельності населення поселення:

## Клімат
Середня річна температура становить 13,04 °C, середня максимальна – 25,18 °C, а середня мінімальна – 1,02 °C. Середня річна кількість опадів – 1188 мм.
| Клімат поселення                              | Клімат поселення | Клімат поселення | Клімат поселення | Клімат поселення | Клімат поселення | Клімат поселення | Клімат поселення | Клімат поселення | Клімат поселення | Клімат поселення | Клімат поселення | Клімат поселення | Клімат поселення |
| Показник                                      | Січ.             | Лют.             | Бер.             | Квіт.            | Трав.            | Черв.            | Лип.             | Серп.            | Вер.             | Жовт.            | Лист.            | Груд.            |                  |
| Середній максимум, °C                         | 9,07             | 8,61             | 11,56            | 14,60            | 19,75            | 23,95            | 25,18            | 24,98            | 20,63            | 16,15            | 11,47            | 9,02             |                  |
| Середня температура, °C                       | 5,28             | 4,81             | 7,76             | 10,80            | 15,96            | 20,18            | 22,56            | 22,36            | 18,02            | 13,53            | 8,83             | 6,41             |                  |
| Середній мінімум, °C                          | 1,49             | 1,03             | 3,98             | 7,01             | 12,18            | 16,38            | 19,94            | 19,73            | 15,39            | 10,91            | 6,21             | 3,79             |                  |
| Норма опадів, мм                              | 96               | 79               | 87               | 91               | 79               | 93               | 61               | 87               | 108              | 139              | 149              | 119              |                  |
| Середньомісячна швидкість вітру, м/с          | 3.17             | 3.38             | 3.36             | 3.19             | 2.87             | 2.75             | 2.70             | 2.75             | 2.90             | 3.23             | 3.48             | 3.45             |                  |
| Середньомісячна сонячна радіація, кДж/м²·день | 4559             | 7372             | 10665            | 15159            | 19469            | 21129            | 22347            | 19254            | 14136            | 9165             | 4939             | 3829             |                  |
| --------------------------------------------- | ---------------- | ---------------- | ---------------- | ---------------- | ---------------- | ---------------- | ---------------- | ---------------- | ---------------- | ---------------- | ---------------- | ---------------- | ---------------- |
| Джерело:                                      |                  |                  |                  |                  |                  |                  |                  |                  |                  |                  |                  |                  |                  |